# VCC 1287
VCC 1287 è una galassia irregolare (Im) situata nella costellazione della Chioma di Berenice alla distanza di circa 50 milioni di anni luce dalla Terra. Fa parte dell'ammasso della Vergine, l'ammasso di galassie più vicino al nostro Gruppo Locale.
VCC 1287 è una galassia ultra diffusa (Ultra diffuse galaxy, UDG) cioè una galassia che presenta un densità estremamente bassa e scarsa luminosità, dato il numero di stelle visibili piuttosto ridotto, nonostante le dimensioni siano simili a quelle della Via Lattea.
Nel 2016 è stato pubblicato uno studio condotto da un gruppo internazionale di astronomi tramite osservazioni effettuate con il Gran Telescopio Canarias. Intorno a VCC 1287 orbitano numerosi ammassi globulari ad elevata velocità e ciò è condizionato dalla presenza di un intenso campo gravitazionale. La materia ordinaria presente in questa galassia ha una bassa densità e il campo gravitazionale è sostenuto soprattutto dalla materia oscura particolarmente abbondante. Si calcola che in questa galassia il rapporto tra materia ordinaria e materia oscura sia di 1 a 3.000 circa.